# Ministrowie komunikacji, energii i bogactw naturalnych Irlandii
Minister komunikacji, energii i bogactw naturalnych (irl. Aire Cumarsáide, Fuinnimh agus Achmhainní Nádúrtha), urząd ministerialny w rządzie Irlandii, oprócz spraw poczty, telekomunikacji, energii, bogactw naturalnych zajmuje się jeszcze sprawami morskimi, tj. ochrony środowiska wód przybrzeżnych i strefą linii brzegowej.

## Ministrowie rybołówstwa Wolnego Państwa Irlandzkiego
| Minister        | Czas urzędowania                   |
| --------------- | ---------------------------------- |
| Seán Etchingham | 26 sierpnia 1921 – 9 stycznia 1922 |
| Finian Lynch    | 14 grudnia 1922 – 3 kwietnia 1930  |

## Ministrowie ziemi i rybołówstwa Wolnego Państwa Irlandzkiego
| Minister        | Czas urzędowania                   |
| --------------- | ---------------------------------- |
| Finian Lynch    | 3 kwietnia 1930 – 9 marca 1932     |
| P.J. Ruttledge  | 9 marca 1932 – 8 lutego 1933       |
| Joseph Connolly | 8 lutego 1933 – 29 maja 1936       |
| Frank Aiken     | 3 czerwca 1936 – 11 listopada 1936 |
| Gerald Boland   | 11 listopada 1936 – 21 lipca 1937  |

## Ministrowie ziemi
| Minister                  | Czas urzędowania                 |
| ------------------------- | -------------------------------- |
| Gerald Boland             | 21 lipca 1937 – 8 września 1939  |
| Tomás Ó Deirg             | 8 września 1939 – 2 lipca 1943   |
| Seán Moylan               | 2 lipca 1943 – 18 lutego 1948    |
| Joseph Blowick            | 18 lutego 1948 – 7 marca 1951    |
| Tomás Ó Deirg             | 13 czerwca 1951 – 2 czerwca 1954 |
| Joseph Blowick            | 2 czerwca 1954 – 20 marca 1957   |
| Erskine Hamilton Childers | 20 marca 1957 – 23 lipca 1959    |
| Micheál Ó Móráin          | 23 lipca 1959 – 26 marca 1968    |
| Pádraig Faulkner          | 26 marca 1968 – 2 lipca 1969     |
| Seán Flanagan             | 2 lipca 1969 – 14 marca 1973     |
| Thomas J. Fitzpatrick     | 14 marca 1973 – 2 grudnia 1976   |
| Paddy Donegan             | 2 grudnia 1976 – 9 lutego 1977   |

## Ministrowie rybołówstwa
| Minister      | Czas urzędowania             |
| ------------- | ---------------------------- |
| Paddy Donegan | 9 lutego 1977 – 5 lipca 1977 |
| Brian Lenihan | 5 lipca 1977 – 15 lipca 1978 |

## Ministrowie rybołówstwa i leśnictwa
| Minister              | Czas urzędowania                  |
| --------------------- | --------------------------------- |
| Brian Lenihan         | 15 lipca 1978 – 11 grudnia 1979   |
| Paddy Power           | 12 grudnia 1979 – 30 czerwca 1981 |
| Thomas J. Fitzpatrick | 30 czerwca 1981 – 9 marca 1982    |
| Brendan Daly          | 9 marca 1982 – 14 grudnia 1982    |
| Paddy O’Toole         | 14 grudnia 1982 – 14 lutego 1986  |
| Liam Kavanagh         | 14 lutego 1986 – 19 lutego 1986   |

## Ministrowie turystyki, rybołówstwa i leśnictwa
| Minister      | Czas urzędowania                  |
| ------------- | --------------------------------- |
| Liam Kavanagh | 19 lutego 1986 – 20 stycznia 1987 |
| Paddy O’Toole | 20 stycznia 1987 – 10 marca 1987  |
| Brendan Daly  | 10 marca 1987 – 20 marca 1987     |

## Ministrowie marynarki
| Minister       | Czas urzędowania                   |
| -------------- | ---------------------------------- |
| Brendan Daly   | 20 marca 1987 – 12 lipca 1989      |
| John P. Wilson | 12 lipca 1989 – 11 lutego 1992     |
| Michael Woods  | 1 lutego 1992 – 12 stycznia 1993   |
| David Andrews  | 12 stycznia 1993 – 15 grudnia 1994 |
| Hugh Coveney   | 15 grudnia 1994 – 23 maja 1995     |
| Seán Barrett   | 23 maja 1995 – 26 czerwca 1997     |
| Michael Woods  | 26 czerwca 1997 – 12 lipca 1997    |

## Ministrowie marynarki i bogactw naturalnych
| Minister      | Czas urzędowania                  |
| ------------- | --------------------------------- |
| Michael Woods | 12 lipca 1997 – 27 stycznia 2000  |
| Frank Fahey   | 27 stycznia 2000 – 6 czerwca 2002 |

## Ministrowie komunikacji, marynarki i bogactw naturalnych
| Minister     | Czas urzędowania                   |
| ------------ | ---------------------------------- |
| Dermot Ahern | 6 czerwca 2002 – 29 września 2004  |
| Noel Dempsey | 29 września 2004 – 14 czerwca 2007 |

## Ministrowie komunikacji, energii i bogactw naturalnych
| Minister     | Czas urzędowania                   |
| ------------ | ---------------------------------- |
| Eamon Ryan   | 14 czerwca 2007 – 23 stycznia 2011 |
| Pat Carey    | 23 stycznia 2011 – 9 marca 2011    |
| Pat Rabbitte | 9 marca 2011 –                     |